# Basen (Armenia)
Basen – wieś w Armenii, w prowincji Szirak. W 2011 roku liczyła 1393 mieszkańców.